# CRTニュース&ミュージック
CRTニュース&ミュージックは栃木放送で2007年まで放送されていた番組である。

## 番組の概要
- 放送時間　平日20:50～22:30

## 番組のタイムテーブル
- 20:50　オープニング・音楽
- 21:00　ニューストゥデイ～県内関連・天気予報
- 21:15　ミュージックパート1～日本の歌
- 21:30　ニューストゥデイ～スポーツニュースと海外トピックス・天気予報
- 21:35　ミュージックパート2～日替わりジャンル
- 21:52　ニューストゥデイ～共同通信からの全国ニュース
- 22:00　ミュージックパート3～週替わりアーティスト特集
- 22:15　ニューストゥデイ～県内関連
- 22:27　天気予報・エンディング

- 番組内では、「ニューストゥデイ」後に必ず天気予報が入る。
- 番組放送中に火災が発生した場合は火災速報が放送される。
- ミュージックパート3のアーティスト特集は、週代わりで放送されている。ちなみに番組開始週は、吉田拓郎だった。
- 天気予報の音楽は各番組によって違うが、この番組でも独自音楽を使用している。